# Mont Shëndelli
El Mont Shëndelli és una muntanya de 1.802 metres situada al sud d'Albània a la regió geogràfia de les Terres altes meridionals d'Albània Forma part de la cadena muntanyosa Shëndelli-Lunxhëri-Bureto, que discorre en paral·lel a la cadena Trebeshinë-Dhembel-Nemërçkë. Al sud i l'oest del cim hi trobem la vall de riu Vjosë, amb la ciutat de Tepelenë.